# Souhrnné indexy
Souhrnné indexy jsou nástroje indexní analýzy, podle kterých lze relativně srovnávat hodnoty ukazatelů. Díky nim lze vyjádřit jedním číslem změnu stavu souhrnné veličiny, která má složky různého typu a v různých měrných jednotkách

## Dělení souhrnných indexů
- Souhrnné cenové indexy
- Souhrnné objemové indexy

## Souhrnné cenové indexy

### Laspeyresův cenový index
Vyjadřuje relativní změnu cen (p0, p1) při stálém objemu prodeje odpovídajícím základnímu období (q0).
{\displaystyle Ip^{(L)}={\frac {\sum p_{1}q_{0}}{\sum p_{0}q_{0}}}={\frac {\sum I_{p}.p_{0}q_{0}}{\sum p_{0}q_{0}}}={\frac {\sum I_{p}.Q_{0}}{\sum Q_{0}}}}

### Paascheho cenový index
Vyjadřuje relativní změnu cen (p0, p1) při stálém objemu prodeje odpovídajícím běžnému období (q1).
{\displaystyle Ip^{(P)}={\frac {\sum p_{1}q_{1}}{\sum p_{0}q_{1}}}={\frac {\sum p_{1}q_{1}}{\sum {\frac {p_{1}q_{1}}{I_{p}}}}}={\frac {\sum Q_{1}}{\sum {\frac {Q_{1}}{I_{p}}}}}}

### Fisherův cenový index
Vyjadřuje geometrický průměr Laspeyresova a Paascheho indexu.
{\displaystyle Ip^{(F)}={\sqrt {Ip^{(L)}.Ip^{(P)}}}}

## Souhrnné objemové indexy

### Laspeyresův objemový index
Vyjadřuje relativní změnu objemu prodeje (q0, q1) při cenové hladině odpovídající základnímu období (p0).
{\displaystyle Iq^{(L)}={\frac {\sum p_{0}q_{1}}{\sum p_{0}q_{0}}}={\frac {\sum I_{q}.p_{0}q_{0}}{\sum p_{0}q_{0}}}={\frac {\sum I_{q}.Q_{0}}{\sum Q_{0}}}}

### Paascheho objemový index
Vyjadřuje relativní změnu objemu prodeje (q0, q1) při cenové hladině odpovídající běžnému období (p1).
{\displaystyle Iq^{(P)}={\frac {\sum p_{1}q_{1}}{\sum p_{1}q_{0}}}={\frac {\sum p_{1}q_{1}}{\sum {\frac {p_{1}q_{1}}{I_{q}}}}}={\frac {\sum Q_{1}}{\sum {\frac {Q_{1}}{I_{q}}}}}}

### Fisherův objemový index
Vyjadřuje geometrický průměr Laspeyresova a Paascheho indexu.
{\displaystyle Iq^{(F)}={\sqrt {Iq^{(L)}.Iq^{(P)}}}}